# USS Develin (AMc-45)
USS Develin (AMc-45) – trałowiec typu Accentor. Pełnił służbę w United States Navy w czasie II wojny światowej.
Jego stępkę położono w Gibbs Gas Engine Co. w Jacksonville (Floryda). Zwodowano go 10 kwietnia 1941. Wszedł do służby 9 lipca 1941.
W czasie wojny pełnił służbę na Atlantyku w pobliżu wschodniego wybrzeża USA (m.in. w 8. Dystrykcie Morskim).
Skreślony z listy jednostek floty 31 lipca 1946.